# Liste des chefs d'État bissau-guinéens
Voici une liste des chefs d'État bissau-guinéens depuis la proclamation de l'indépendance le 24 septembre 1973 :
| N°  | Portrait          | Nom                      | Élection       | Mandat            | Mandat                     | Parti                  | Notes                                                                                           |
| N°  | Portrait          | Nom                      | Élection       | Début             | Fin                        | Parti                  | Notes                                                                                           |
| --- | ----------------- | ------------------------ | -------------- | ----------------- | -------------------------- | ---------------------- | ----------------------------------------------------------------------------------------------- |
| 1   |                   | Luís Cabral              | 1977           | 24 septembre 1973 | 14 novembre 1980           | PAIGC                  | Président du Conseil d'État                                                                     |
| 2   |                   | João Bernardo Vieira     | Coup d'État    | 14 novembre 1980  | 14 mai 1984                | PAIGC                  | Président du Conseil de la Révolution                                                           |
| -   |                   | Carmen Pereira           | Intérim        | 14 mai 1984       | 16 mai 1984                | PAIGC                  | Présidente de la République (intérim)                                                           |
| (2) |                   | João Bernardo Vieira     | 1984 1989 1994 | 16 mai 1984       | 29 septembre 1994          | PAIGC                  | Président du Conseil d'État                                                                     |
| (2) | 29 septembre 1994 | João Bernardo Vieira     | 1984 1989 1994 | 7 mai 1999        | Président de la République | PAIGC                  |                                                                                                 |
| -   |                   | Ansumane Mané            | Coup d'État    | 7 mai 1999        | 14 mai 1999                | FARP                   | Président du Conseil militaire                                                                  |
| -   |                   | Malam Bacai Sanhá        | Intérim        | 14 mai 1999       | 17 février 2000            | PAIGC                  | Président de la République (intérim)                                                            |
| 3   |                   | Kumba Ialá               | 1999-2000      | 17 février 2000   | 14 septembre 2003          | PRS                    | Président de la République                                                                      |
| -   |                   | Veríssimo Correia Seabra | Coup d'État    | 14 septembre 2003 | 28 septembre 2003          | FARP                   | Président du Comité militaire pour le rétablissement de l'ordre constitutionnel et démocratique |
| -   |                   | Henrique Pereira Rosa    | Intérim        | 28 septembre 2003 | 1er octobre 2005           | Indépendant            | Président de la République (intérim)                                                            |
| (2) |                   | João Bernardo Vieira     | 2005           | 1er octobre 2005  | 2 mars 2009                | Indépendant            | Président de la République                                                                      |
| -   |                   | Raimundo Pereira         | Intérim        | 2 mars 2009       | 8 septembre 2009           | PAIGC                  | Président de la République (intérim)                                                            |
| 4   |                   | Malam Bacai Sanhá        | 2009           | 8 septembre 2009  | 9 janvier 2012             | PAIGC                  | Président de la République                                                                      |
| -   |                   | Raimundo Pereira         | Intérim        | 9 janvier 2012    | 12 avril 2012              | PAIGC                  | Président de la République (intérim)                                                            |
| -   |                   | Mamadu Ture Kuruma       | Coup d'État    | 12 avril 2012     | 11 mai 2012                | FARP                   | Chef de la junte militaire                                                                      |
| -   |                   | Manuel Serifo Nhamadjo   | Intérim        | 11 mai 2012       | 23 juin 2014               | Indépendant            | Président de la République (transition)                                                         |
| 5   |                   | José Mário Vaz           | 2014           | 23 juin 2014      | 27 février 2020            | PAIGC puis indépendant | Président de la République                                                                      |
| 6   |                   | Umaro Sissoco Embaló     | 2019           | 27 février 2020   | en fonction                | MADEM G-15             | Président de la République                                                                      |